# Carsten Steenbergen

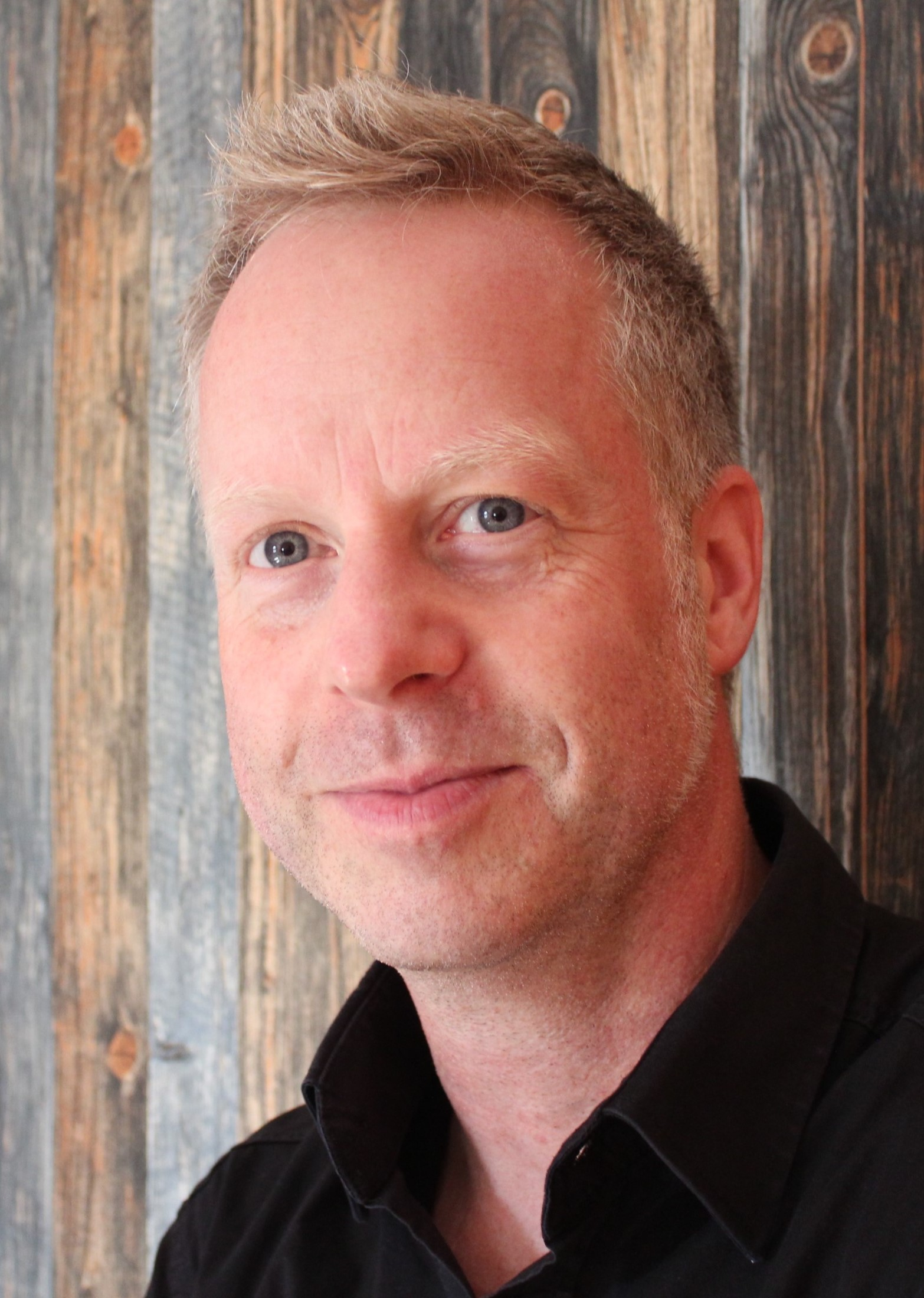
Carsten Steenbergen, 2020

Carsten Steenbergen (* 6. Juni 1973 in Düsseldorf) ist ein deutscher Roman- und Dialogbuchautor.

## Leben und Werk
Carsten Steenbergen machte 1998 sein Diplom als Diplom-Verwaltungswirt/-in (FH) in Düsseldorf an der Fachhochschule für öffentliche Verwaltung Nordrhein-Westfalen. Nach vielen Jahren am Niederrhein (Mönchengladbach) lebt er nun an einem See im Süden von Leipzig und arbeitet in Neuss als Softwarebetreuer und -entwickler.
Sein erster Roman Tiefes Land erschien 2012 bei Psychothriller und hielt sich über drei Wochen auf Platz 1 der Amazon-Bestenliste. Carsten Steenbergen wurde 2008, 2009 und 2010 für den Deutschen Phantastik Preis nominiert, 2012 für den Kurd-Laßwitz-Preis für die „Beste Erzählung“ und 2021 für den Krefelder Preis für Fantastische Literatur (Longlist) für seinen Roman Im Reich des toten Königs. Carsten Steenbergen ist Gründungsmitglied des Phantastik-Autoren-Netzwerk (PAN).

## Romane
- Tiefes Land. Roman. Psychothriller GmbH, Mühltal 2012.
- Teufelsacker. Verlag Feder&Schwert, Mannheim 2012, ISBN 978-3-86762-106-9.
- Crane. Verlag Droemer Knaur, München 2014, ISBN 978-3-426-43307-2.
- mit T.S. Orgel: Steamtown – Die Fabrik. Papierverzierer Verlag, Essen 2015, ISBN 978-3-944544-34-2.
- Mad Rush. Roman. Droemer Knaur, München 2017, ISBN 978-3-426-21614-9
- Im Reich des Toten Königs. Edition Roter Drache, 2019, ISBN 978-3-946425-79-3
- Ghostsitter – Jäger des verlorenen Serums. Tommy Krappweis, Edition Roter Drache, 2021, ISBN 978-3-96815-005-5
- Florance Bell und die Melodie der Maschinen. Jugendbuch. Verlag Ueberreuter, 2021, ISBN 978-3-7641-7115-5

## Kurzgeschichten
- Der Fluch des Zulu. In: Metamorphosen – Auf den Spuren H.P. Lovecrafts. Verlag Torsten Low, 2009, ISBN 978-3-940036-03-2.
- Schmuck und Rache. In: neobooks, München 2012, ISBN 978-3-8476-0273-6.
- Im Auftrag der Krone. In: Drachen, Drachen. 2013, Blitz Verlag, ISBN 978-3-89840-339-9.
- Katers Ruhe. Titus Verlag, Wiesbaden.
- Ein Auftrag für den Puppenmacher. In: Bernhard Hennen (Hrsg.): Netz der Intrige: Die Gassen von Daranel. Uhrwerk Verlag, Erkrath 2013, ISBN 978-3-942012-61-4.
- Die unbestrittene Wahrheit. In: Exotische Welten. 2014, O´ConnellPress Verlag, ISBN 978-3-945227-00-8.

## Hörspiele / Hörbücher (Drehbücher)
- Die Schatzinsel. von Robert Louis Stevenson, 2009, SDK Hörbuchverlag, ISBN 978-3-937995-32-8.
- Der Pilwiz. 2010, HaRoVerlag, ISBN 978-3-9811456-6-3.
- Witchboard. aus: Mindnapping, 2011, Verlag Audionarchie.
- Tiefes Land. 2012, Psychothriller GmbH
- Das Tor des Wächters. aus: Das Mal 2, 2014, Hurst Media Company.
- Das Herz der Nebelwelt. aus: Das Mal 3, 2014, Hurst Media Company.
- Die Schatzinsel. von Robert Louis Stevenson, 2016, Holysoft, ISBN 978-3-939174-20-2
- Der Seewolf. von Jack London, 20018, Holysoft, ISBN 978-3-939174-39-4
- Peter Pan. von James Matthew Barrie, 2018, Holysoft, ISBN 978-3-939174-53-0
- Die Meisterin. von Markus Heitz, 2018, Audible
- Die Meisterin 2 – Spiegel & Schatten. von Markus Heitz, 2019, Audible
- Die Meisterin 3 – Alte Feinde. von Markus Heitz, 2020, Audible

## Sonstige Veröffentlichungen
- Steamtown – Die Fabrik. Carsten Steenbergen und T.S. Orgel, Web-Novel, Steampunk 2009; im Oktober 2014 als Hörbuch (gelesen von Detlef Tams), Dacore Verlag.
- Algenspaghetti. als Sprecher, Nicola Grosch, Blue Star Verlag, Mönchengladbach, ISBN 978-3-9812264-8-5.

## Auszeichnungen
- Deutscher Phantastik Preis 2008: Shortlist Beste deutschsprachige Kurzgeschichte für Der Fluch des Zulu[3]
- Deutscher Phantastik Preis 2010: Shortlist Beste deutschsprachige Kurzgeschichte für Schmuck und Rache[4]
- Kurd-Laßwitz-Preis – Jurypreis, 2012; nominiert in der Kategorie Beste Erzählung für Im Auftrag der Krone[5]
- Krefelder Preis für Fantastische Literatur – Jurypreis, 2021; Longlist[6]